# Великие Мошковцы
Вели́кие Мошко́вцы (укр. Великі Мошківці) — село на Украине, основано в 1593 году, находится в Андрушёвском районе Житомирской области.
Код КОАТУУ — 1820381301. Население по переписи 2001 года составляет 534 человека. Почтовый индекс — 13416. Телефонный код — 4136. Занимает площадь 23,552 км².

## Адрес местного совета
13416, Житомирская область, Андрушёвский р-н, с. Великие Мошковцы, ул. Будённого, 2б